# Hammer a. d. Uecker
Hammer an der Uecker er en by og kommune i det nordøstlige Tyskland, beliggende i Amt Torgelow-Ferdinandshof i den sydøstlige del af Landkreis Vorpommern-Greifswald. Landkreis Vorpommern-Greifswald ligger i delstaten Mecklenburg-Vorpommern.

## Geografi
Kommunen med landsbyerne Hammer og Liepe er beliggende på vestbredden af floden Uecker midt på Ueckermünder Heide. Området omkring Hammer er fladt og skovrigt. Øst for vejen mellem Hammer og Liepe, ligger en del af det militære øvelsesområde Stallberg - Drögeheide - Spechtberg - Karpin.
Fra Bundesstraße B 109 (Berlin–Greifswald), der passerer lige vest for kommunen, når man af den udbyggede Landesstraße 32 til Hammer an der Uecker, der videre mod nord har forbindelse til Torgelow og Ueckermünde. Lige vest for kommunegrænsen ligger jernbanestationen Bahnhof Jatznick ved hovedlinjen Berlin–Stralsund.

## Eksterne kilder og henvisninger
- Wikimedia Commons har flere filer relateret til Hammer a. d. Uecker
- Kommunens side Arkiveret 23. februar 2016 hos  Wayback Machine på amtets websted
- Befolkningsstatistik mm Arkiveret 4. november 2016 hos  Wayback Machine